# Bitwa pod Kockiem (1863)
Bitwa pod Kockiem – bitwa stoczona 25 grudnia 1863 roku na ulicach Kocka przez uczestników powstania styczniowego przeciwko wojskom rosyjskim. Klęskę poniosły połączone oddziały z Lubelszczyzny dowodzone przez generała Michała Heydenreicha "Kruka". 
W czasie bitwy generał został ranny, a tuż po jej zakończeniu część oddziałów poszła w rozsypkę. Ogółem w potyczce zginęło lub zostało rannych 79 powstańców, których mogiły znajdują się na miejscowym cmentarzu parafialnym. W księdze stanu cywilnego parafii Kock widnieją w sumie nazwiska 5 poległych i zmarłych od ran powstańców (w tym jeden francuski ochotnik - Henryk Dunquerque). Po stronie rosyjskiej poległo około 70 żołnierzy. 
Po klęsce „Kruk” uciekł do Galicji, a jego miejsce zastąpił pułkownik Walery Wróblewski.
Odwet zaborców dosięgnął mieszkańców Kocka w 1870 roku - ukazem carskim odebrano Kockowi prawa miejskie.